# Loyset Liédet

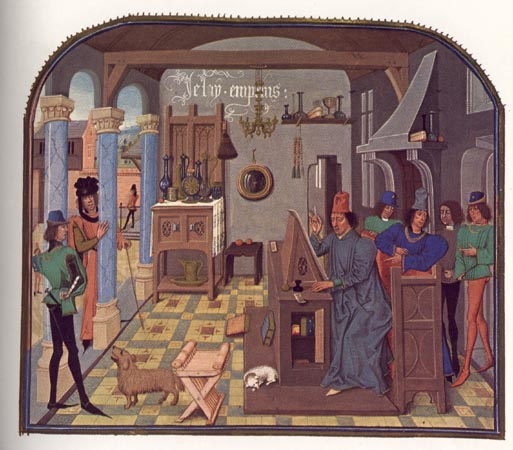
Histoire de Charles Martel, KBR, ms.8 fol. 7, Karel de Stoute bezoekt de schrijver David Aubert in zijn atelier.. Let op het devies van de hertog achteraan op de muur.

Loyset Liédet (ca. 1420, mogelijk Hesdin in Frankrijk – na 1484, Rijsel was een miniaturist die zijn tijd vooral besteedde aan werk voor de hertogen van Bourgondië, Filips de Goede en Karel de Stoute. 

## Biografie
Loyset Liédet was een zeer productief kunstenaar afkomstig uit Hesdin in Artesië. Als geboortedatum wordt dikwijls 1420 opgegeven, maar die datum is louter speculatief. Tussen 1454 en 1460 werkte hij in Hesdin aan 55 miniaturen in 'La Fleur des Histoires' van Jean Mansel in opdracht van Filips de Goede. In zijn vroege werk kan men de invloed van Simon Marmion ontdekken. Vanaf 1468 is hij terug te vinden in Brugge waar hij lid is van het gilde van de boekverluchters. Naar alle waarschijnlijkheid bleef hij in Brugge werken tot in 1479. 
Het overlijden van Loyset Liédet werd vroeger gesitueerd in 1479 naar de datum van de laatste vermelding in de archieven in Brugge. Recent onderzoek van Dominique Vanwijnsberghe op de archieven van Rijsel toont aan dat Loyset en zijn broer Huchon (of Husson) nog vermeld werden in de archieven van die stad in 1483 en 1484. Zijn broer was eveneens miniaturist en zou mogelijk kunnen geassocieerd worden met de ‘Meester van Edward IV’.

## Werken
Loyset Liédet werkte tussen 1468 en 1472 zeer veel voor de Bourgondische hertogen Filips de Goede en Karel de Stoute, zijn naam duikt dan ook regelmatig op in de Bourgondische rekeningen en veel van zijn werken zijn op die wijze geïdentificeerd. Zijn werk voor Karel de Stoute bestond vooral uit het afwerken van manuscripten die besteld waren door Filips de Goede, maar die bij diens overlijden onafgewerkt bleven. Naast zijn werk voor de Bourgondische hertogen zijn er ook werken gekend die hij maakte in opdracht van Lodewijk van Gruuthuse en van Ferry van Clugny, kardinaal en bisschop van Doornik
In 1468 wordt Loyset Liédet  volgens de hertogelijke rekeningen betaald voor tweeëntwintig miniaturen in het derde deel van een 'Chroniques de Hainaut', twintig in een verloren gegane 'Bible moralisée', twintig andere in een kopie van de 'Vengeance de Notre-Seigneur' en eenenvijftig miniaturen in het eerste deel van een 'Renaut de Montauban'
Tussen juni en augustus 1469 werd hij betaald voor 95 miniaturen in het tweede en derde deel van de 'Renaut de Montauban' en in januari 1470 voor 54 miniaturen in het vijfde deel. Eveneens in 1470 maakt hij nog 86 miniaturen voor een 'Livre des faits et gestes d'Alexandre' 7 miniaturen voor een 'Croniques de France' en 3 miniaturen voor een 'Songe du viel Pelerin'. 
Tussen 1470 en 1472 realiseert Liédet daarnaast nog 102 miniaturen in de 'Histoire de Charles Martel', een handschrift dat nog besteld werd door Filips de Goede maar werd afgewerkt in opdracht van Karel de Stoute. Volume 4 van dit handschrift bevat trouwens op folio 7 een handtekening van Liédet, wat nooit voorkwam in die tijd.
Tussen 1468 en 1470 vindt men in de hertogelijke rekeningen 358 miniaturen waarvoor Liédet werd betaald, maar de 102 miniaturen van de 'Histoire de Charles Martel' zijn daar niet inbegrepen. Een dergelijke productie kan onmogelijk gerealiseerd zijn door één man. Liédet moet dus de leiding gehad hebben over een aantal artiesten die hem assisteerden bij zijn werk. Dat verklaart bovendien de grote kwaliteitsverschillen die in zijn werk zijn vast te stellen.

## Stijl
De stijl van Liédet is vrij herkenbaar. Hij schildert lang uitgerekte personages met vrij stijve maniëristische houdingen. Hij gebruikt heldere, bijna opzichtige kleuren. Een ander aspect is het narratieve in zijn voorstellingen, hij vertelt graag een verhaal, soms toont hij verschillende fases van een gebeuren in één miniatuur.

## Galerij

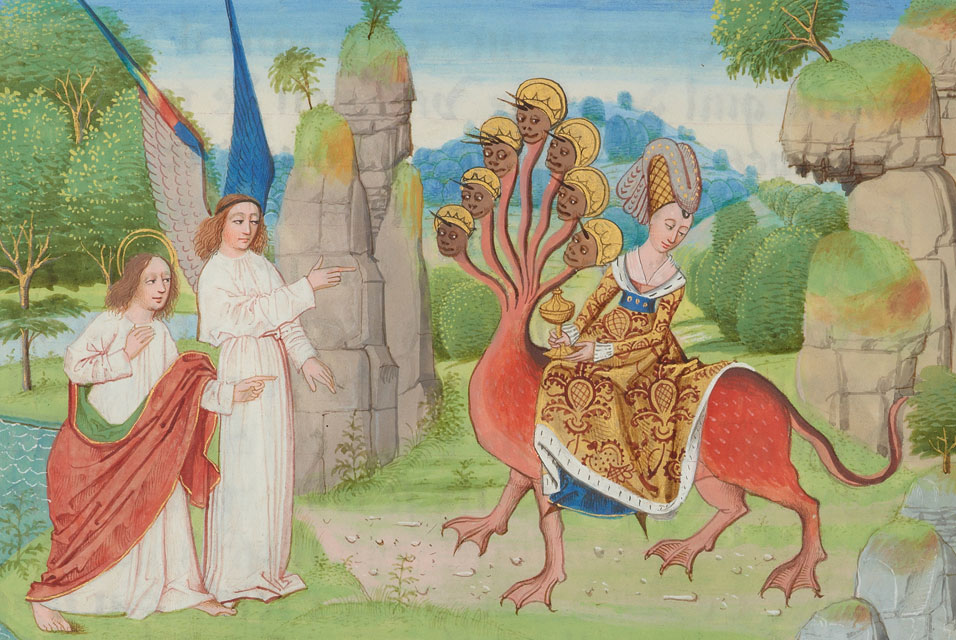
De Hoer van Babylon, c. 1470
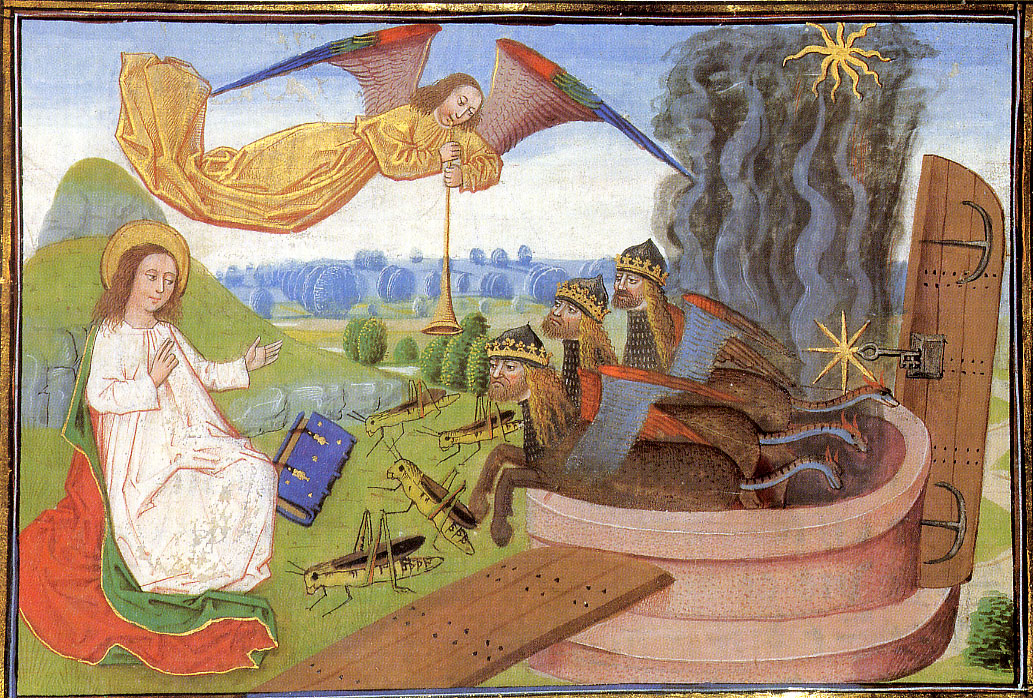
De vijde engel blaast de trompet, c. 1470
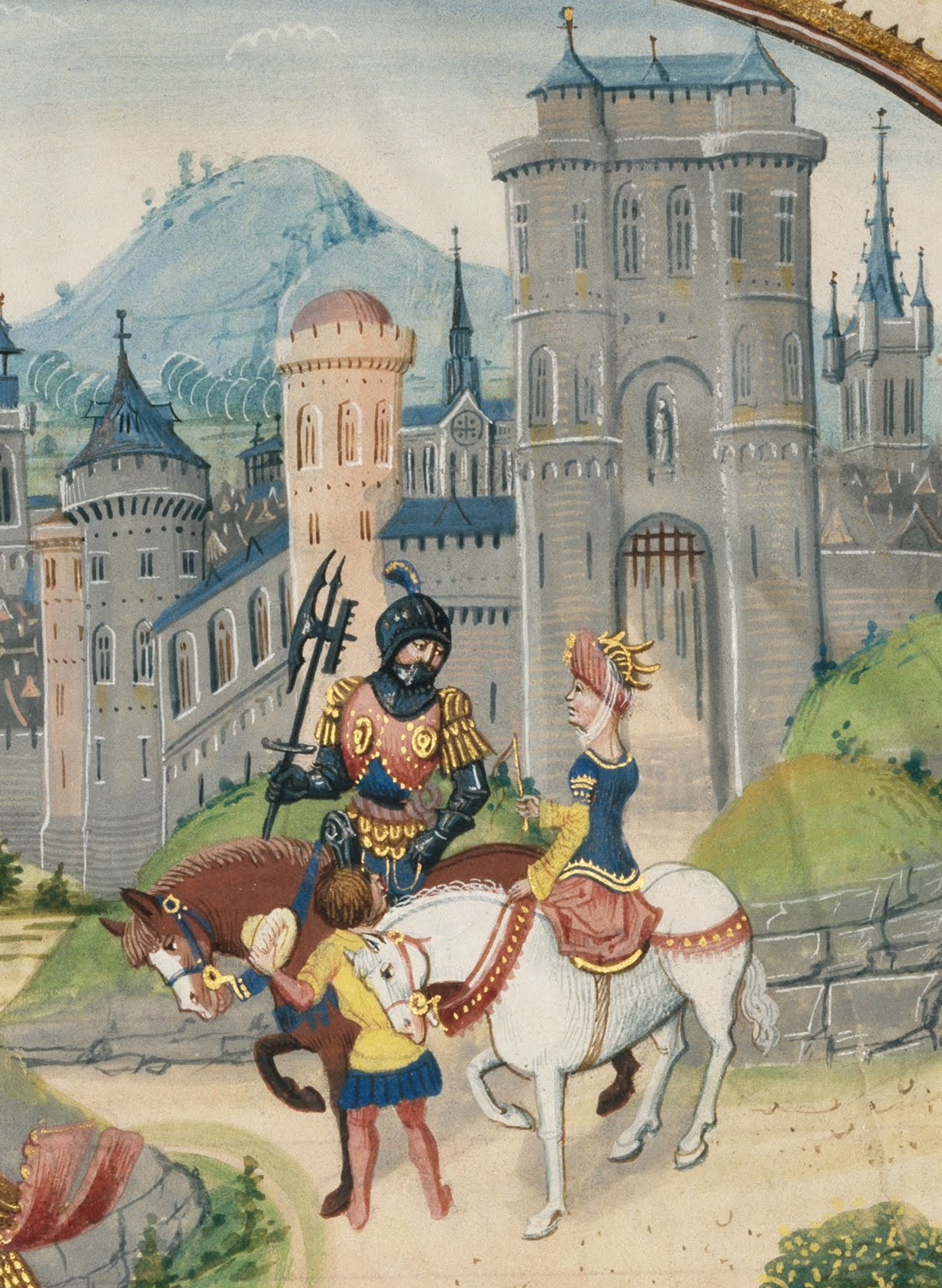
De ontvoering van Ydoire, 1467–1472
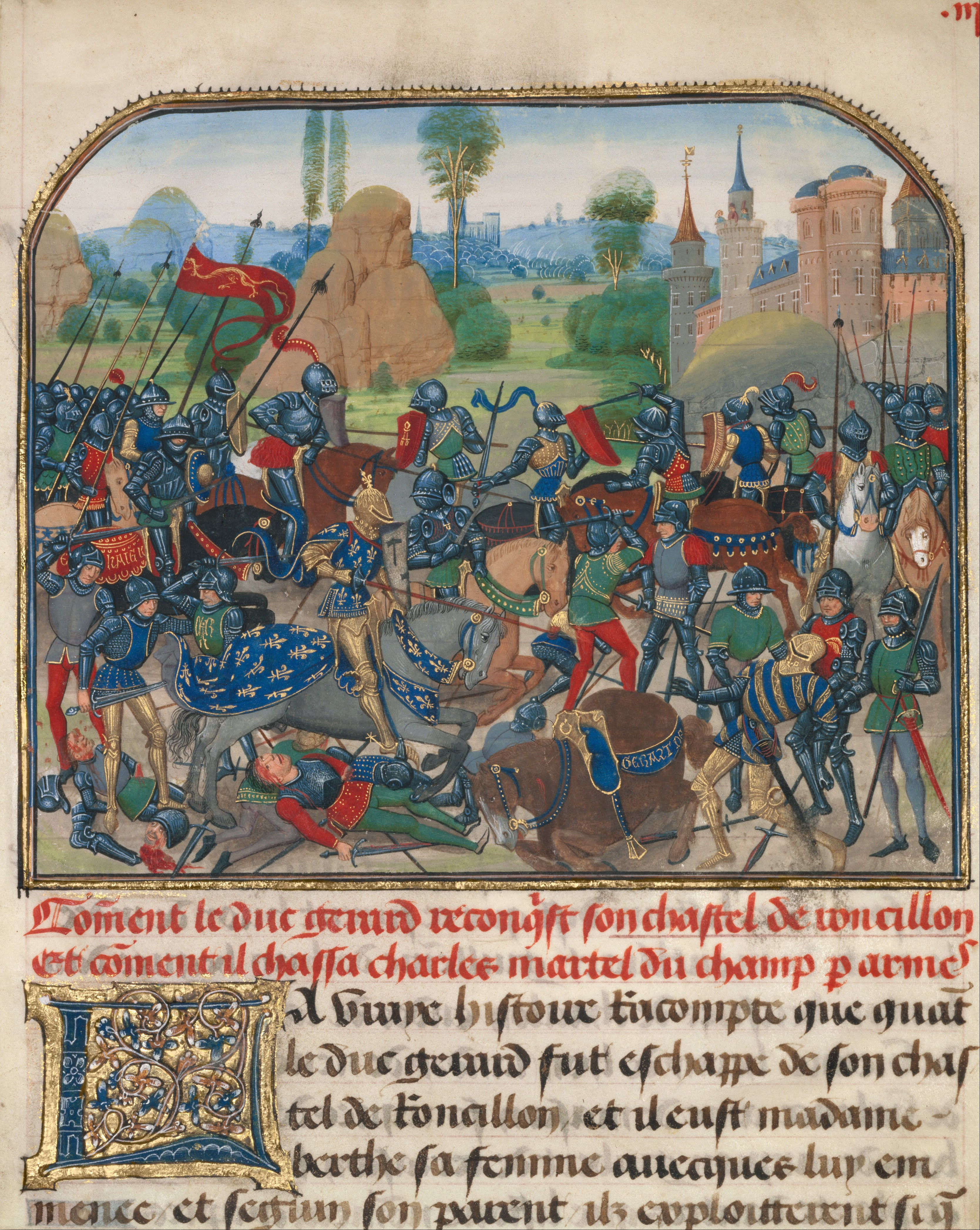
De strijd voor het kasteel van Roussillon, 1463, 1467–1472
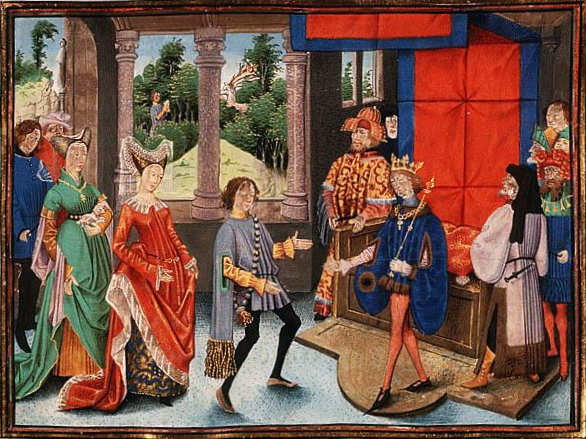
St Hubertus van Luik biedt zijn diensten aan Pepijn van Herstal aan, 1463 voor Filips de Goede
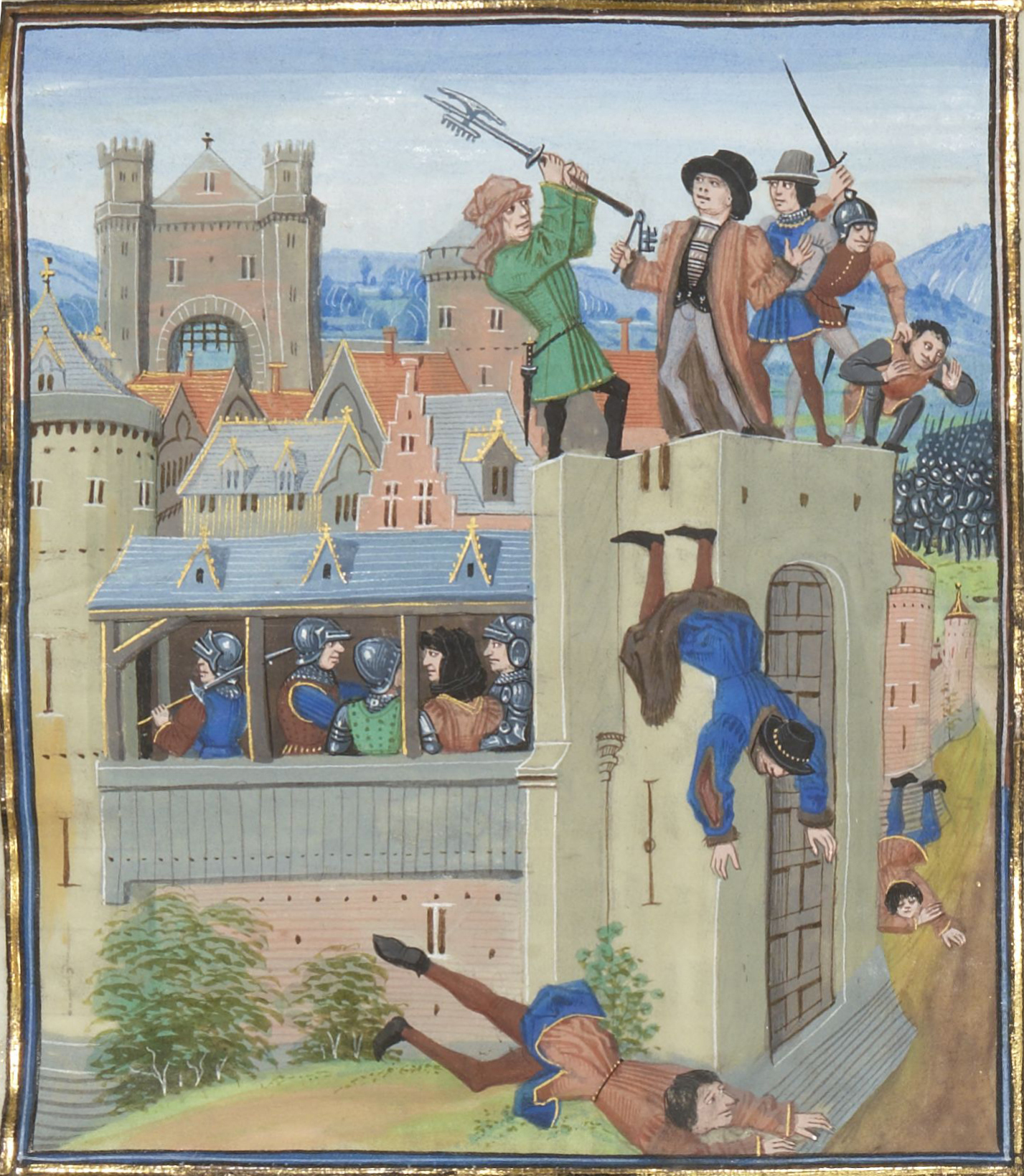
Moord op Étienne Marcel in 1358, van Jean Froissart, Chroniques, Vlaanderen, Brugge, XVe s., folio 230, recto (BNF, ms. Français 2643).